# 貝爾克里克鎮區 (伊利諾伊州漢考克縣)
貝爾克里克鎮區（英語：Bear Creek Township）是位於美國伊利諾伊州漢考克縣的一個行政鎮區。

## 地方資料
根據2010年美國人口普查的數據，貝爾克里克鎮區的面積為94.10平方千米，當中陸地面積為93.90平方千米，而水域面積為0.20平方千米。當地共有人口337人，而人口密度為每平方千米3.58人。